# Stigmidium frigidum
Stigmidium frigidum är en lavart som först beskrevs av Pier Andrea Saccardo, och fick sitt nu gällande namn av Vagn Alstrup och David Leslie Hawksworth. Stigmidium frigidum ingår i släktet Stigmidium, och familjen Mycosphaerellaceae. Arten är reproducerande i Sverige.